# Nerang
Nerang är en del av en befolkad plats i Australien. Den ligger i kommunen Gold Coast och delstaten Queensland, omkring 65 kilometer sydost om delstatshuvudstaden Brisbane. Antalet invånare är 16 256.
Runt Nerang är det tätbefolkat, med 427 invånare per kvadratkilometer.. Närmaste större samhälle är Gold Coast, nära Nerang. 
I omgivningarna runt Nerang växer huvudsakligen savannskog. Genomsnittlig årsnederbörd är 1 801 millimeter. Den regnigaste månaden är januari, med i genomsnitt 320 mm nederbörd, och den torraste är oktober, med 41 mm nederbörd.